# 卢绪章
卢绪章（1911年農曆6月—1995年11月8日），男，浙江鄞县人，中国金融工作者、政府官员。曾任中国进出口公司经理。他被认为是中国对外贸易事业开拓者和奠基人之一。

## 生平
1911年農曆6月出生于浙江省鄞县一个商人家庭。曾在轮船公司当过伙计，也参加过童子军。1933年，大学毕业。1936年，25岁的卢绪章参加上海职业界救国会。在救国会里，他接触了马克思主义，认同无产阶级联合起来才能改变中国的命运。1937年10月加入中国共产党。1939年，党组织决定由卢绪章同志担负为党的地下组织筹措经费的任务，担任广大华行总经理，利用广大华行作为党的地下经济企业。1940年，出任“广大华行”总经理。1940年，赴大后方重庆，成为周恩来的得力助手。1945年10月，回到上海。
1950年3月10日，出任中国进口公司首任经理。1950年4月10日任华东军政委员会贸易部副部长。对外贸易部部长助理，对外贸易部三局局长，外经贸部常务副部长，华侨旅行社社长，国家旅游总局局长，国家进出口管理委员会副主任，国家外国投资管理委员会副主任，外贸部副部长，对外经贸部顾问等职务。卢绪章并是第四、五、六届全国政协的委员。

## 逸事
卢绪章是电影《与魔鬼打交道的人》中地下党员张公甫的原型。
卢绪章与包玉刚是姨表亲关系：包玉刚的妻子黄秀英是卢绪章的表妹。
今香港“华润集团”的前身就是卢绪章等人创办的“广大华行”。